# إياد الحسني
إياد الحسني واسمه الكامل إياد العبد الحسني كما يُكنَّى بـ أبو أنس (2 يناير 1972 – 12 أيار/مايو 2023 في غزة)، كان أحد أبرز قادة سرايا القدس كما كان مطلوبًا لإسرائيل وأمريكا لأكثر من 27 عامًا، حيثُ أشرف على عمليات نوعية وهامة في تاريخ الصراع الفلسطيني الإسرائيلي، ولعب دورًا هامًا في تطوير المقاومة الفلسطينية. كان إياد المسؤول عن وحدة العمليات المركزية في السرايا، إلى حين اغتياله عشيّة الثاني عشر من أيار/مايو 2023 بعد غارة جويّة إسرائيلية استهدفت الشقة السكنيّة التي كان بها في حيّ النصر بمدينة غزة، وذلك خلال أحداث عملية السهم الواقي التي أطلقتها إسرائيل والتي استهدفت عبرها اغتيال وقتل عددٍ من قادة السرايا الميدانيين وحتى السياسيين منهم.

## عملية ثائر الأحرار وإغتياله
بدأ العدوان الإسرائيلي على قطاع غزة فجر الثلاثاء بشن سلسلة من الغارات أسفرت عن مقتل 12 فلسطينياً منهم 3 من قادة الجهاد الإسلامي.في المقابل أعلنت ”غرفة الفصائل المشتركة“ شن عملية ثأر الأحرار بإستهداف تل أبيب و مناطق في القدس، تلت بعدها إغتيال المقاوم أحمد أبو دقة ونائبه، ثم في 12 من أيار/مايو تم إغتيال إياد الحسني ومساعده عبد العال.

## الحياة المُبكّرة
وُلد الحسني في سبعينات القرن العشرين لأسرة من قرية حمامة-عسقلان ولاجئة في مخيم الشاطئ بمدينة غزة. عاشَ إياد في كنفِ عائلة منخرطة في صفوف المقاومة، حيث اغتيلَ شقيقه الأكبر زكي في لبنان عام 1976، واعتُقل أخوه محمد لـ 26 عامًا في سجون إسرائيل. أصبحَ إياد في شبابه من الدعاة إلى الانخراطِ في الفعل المقاوم، قبل أن ينضمَّ فعليًا للعمل الحركي والإسلامي من بوابة حركة الجهاد التي تنقَّلَ فيها في عددٍ من المواقع الحركيّة والميدانية.

## المسيرة العسكريّة

### البداية
التحقَ إياد الحسني بحركة الجهاد الإسلامي في قطاع غزة، وكان من أبرز مؤسسي الذراع العسكرية للحركة عام 1988، والتي كانت تُعرف آنذاك باسمِ «القوى الإسلامية المجاهدة» (قسم اختصارًا) وهو أول جهاز عسكري للجهاد. سُرعان ما ترقى الحسني في صفوفِ حركة الجهاد حتى صار في وقتٍ ما عضوًا في المجلس العسكري لسرايا القدس، كما أصبحَ المسؤول عن وحدة العمليات في حركة الجهاد الإسلامي.

### الهجمات والمقاومة
زادت شهرة إياد الحسني حين أشرفَ وآخرين على التخطيطِ لعملية بيت ليد وهي واحدة من أبرز وأهم العمليات الفلسطينية ضدّ إسرائيل. كانت العملية مزدوجة وقد نُفّذت من قِبل أنور سكر (الشجاعية) وصلاح شاكر (رفح) في صبيحة يوم الأحد الموافق لـ 22 من كانون الثاني/يناير عام 1995 وأسفرت عن مقتل 22 جنديًا إسرائيليًا وإصابة 63 آخرين، بينهم 20 بجراح خطيرة. اعتُبرت هذه العمليّة من بينِ أقوى العمليات التي طالت جيش الاحتلال الإسرائيلي، بل سمَّتها صحيفة يديعوت أحرنوت العبريّة «أقسى العمليات التي استهدفت الجيش الإسرائيلي داخل الخط الأخضر». أشرف إياد الحسني كذلك على عملية الرد الأولى على اغتيال الأمين العام لحركة الجهاد فتحي الشقاقي، وهي العملية التي عُرفت باسمِ عمليّة ديزنغوف في 7 نيسان/أبريل 1996 في شارع ديزنغوف في تل أبيب، والتي أسفرت عن مقتل وإصابة أكثر من 100 جندي إسرائيلي.

### الإشراف والتخطيط
يُعتبر الحسني من أول الشخصيات التي مارست الاشتباك من نقطة الصفر ضد جنود الاحتلال، حيث شارك وأشرفَ على مئات عمليات إطلاق النار، والتي كانت أبرزها عمليتيّ إيرز وموراج التي اغتنم خلالهما الحسني أسلحة إسرائيلية وقتل فيها جنودًا وضباطًا إسرائيليين. عمل أبو أنس الحسني على تطوير المقاومة الفلسطينية من خلال تسليحها وإدخال السلاح لها بكافة أنواعه، خصوصًا أنه كان على علاقةٍ قوية مع فصائل مسلّحة أخرى في المنطقة، وعلى تنسيقٍ جيد بما يخدمُ حركات المقاومة في فلسطين، كما أنه ساهم في تدريب مئات العناصر من السرايا وفصائل فلسطينية أخرى، من خلال إرسالهم إلى سوريا وإيران ولبنان (حزب الله).

## الاغتيال

### الغارة الجوية
نجا الحسني من خمس عمليات اغتيال سابقة، قبل أن تنجحَ إسرائيل في اغتياله في المرة السادسة حينما أغارت على شقّة سكنية في حيّ النصر بمدينة غزة وكان الحسني بداخلها ما تسبَّب في وفاته خلال نقله للمشفى. جاءت العمليّة الإسرائيليّة خلال العمليّة التي أطلقتها إسرائيل ضدّ قادة الجهاد والتي سمَّتها عملية السهم الواقي حيثُ اغتالتَ فيها 6 قادة من الجهاد من بينهم إياد الحسني مسؤول وحدة العمليات في السرايا.

### ردود الفعل
كان اغتيالَ الحسني هو الاغتيال السادس لقادة بارزين في صفوف حركة الجهاد خلال خمسةٍ أيّام من الاشتباكات والقصف، حيثُ اغتيلَ قبل إياد كلٌّ من طارق محمد عز الدين عضو المجلس العسكري في السرايا و‌‌جهاد الغنام أمين سر حركة السرايا و‌‌خليل البهتيني ممثل السرايا في غرفة العمليات المشتركة لفصائل المقاومة الفلسطينيّة، كما اغتالت تل أبيب في الأيام اللاحقة علي غالي مسؤول الوحدة الصاروخية في السرايا ونائبه أحمد أبو دقة. كانت الجهاد عبر ذراعها العسكري سرايا القدس تُطلق عشرات القذائف والصواريخ صوبَ البلدات والمدن الإسرائيلية ردًا على اغتيال قادتها وعلى القصف الممنهج للمنازل السكنيّة في قطاع غزة، وعقبَ اغتيال الحسني توعَّدت حركة المقاومة الفلسطينيّة بتسديدِ مزيدٍ من الضربات في العُمق الإسرائيلي وهو ما كان حيثُ أطلقت مئات الصواريخ على مدارِ 5 أيامٍ من الاشتباكات رغم تمكّن نظام القبة الحديدية ومن خلفه مقلاع داوود في اعتراضِ الكثير منها. تسبَّبت صواريخ المقاومة في مقتلِ مستوطنة إسرائيلية واحدة وجرحِ عشرات آخرين فضلًا عن إغلاقِ شبه كلّي للمدن والبلدات المُستهدفَة لنحو أسبوع.